# Pacific Challenge 2018
El Pacific Challenge del 2018 fue la decimotercera edición del torneo de rugby de 4 selecciones "A" del Pacífico.
Al igual que en la edición pasada la disputaron 4 selecciones secundarias de Fiyi, Japón, Samoa y Tonga en el Estadio Nacional de Fiyi (ANZ Stadium) de Suva.

## Equipos participantes
- Fiji Warriors
- Junior Japan
- Samoa A
- Tonga A

## Clasificación
| Pos. | Equipo        | Encuentros | Encuentros | Encuentros | Encuentros | Tantos  | Tantos    | Tantos     | Puntos Bonus | Puntos Totales |
| Pos. | Equipo        | jugados    | ganados    | empatados  | perdidos   | a favor | en contra | diferencia | Puntos Bonus | Puntos Totales |
| ---- | ------------- | ---------- | ---------- | ---------- | ---------- | ------- | --------- | ---------- | ------------ | -------------- |
| 1    | Fiji Warriors | 3          | 3          | 0          | 0          | 118     | 31        | + 87       | 3            | 15             |
| 2    | Junior Japan  | 3          | 2          | 0          | 1          | 77      | 77        | 0          | 2            | 10             |
| 3    | Samoa A       | 3          | 1          | 0          | 2          | 82      | 72        | + 10       | 1            | 5              |
| 4    | Tonga A       | 3          | 0          | 0          | 3          | 45      | 142       | - 97       | 1            | 1              |

Fuente: WorldRugby.com Archivado el 14 de marzo de 2018 en Wayback Machine.

Nota: Se otorgan 4 puntos al equipo que gane un partido y 2 al que empate
Puntos Bonus: 1 punto por convertir 4 tries o más en un partido y 1 al equipo que pierda por no más de 7 tantos de diferencia

## Resultados

### Primera fecha
| 9 de marzo 14:30 | Junior Japan | 45 - 28 | Tonga A |  |  |
|                  |              | Reporte |         |  |  |

| 9 de marzo 17:00 | Fiji Warriors | 33 - 21 | Samoa A |  |  |
|                  |               | Reporte |         |  |  |

### Segunda fecha
| 13 de marzo 14:30 | Tonga A | 10 - 40 | Samoa A |  |  |
|                   |         | Reporte |         |  |  |

| 13 de marzo 17:00 | Fiji Warriors | 28 - 3  | Junior Japan |  |  |
|                   |               | Reporte |              |  |  |

### Tercera fecha
| 17 de marzo 13:00 | Samoa A | 21 - 29 | Junior Japan |  |  |
|                   |         | Reporte |              |  |  |

| 17 de marzo 15:30 | Fiji Warriors | 57 - 7  | Tonga A |  |  |
|                   |               | Reporte |         |  |  |

| Bandera de Fiyi       |
| Campeón Fiji Warriors |
| Octavo título         |